# Mörkskiren
Mörkskiren är en sjö i Katrineholms kommun i Södermanland och ingår i Nyköpingsåns huvudavrinningsområde. Sjön har en area på 0,0552 kvadratkilometer och ligger 51,1 meter över havet.

## Delavrinningsområde
Mörkskiren ingår i det delavrinningsområde (652914-151869) som SMHI kallar för Inloppet i Visken. Medelhöjden är 50 meter över havet och ytan är 4,4 kvadratkilometer. Räknas de 3 avrinningsområdena uppströms in blir den ackumulerade arean 60,83 kvadratkilometer. Tisnare Kanal som avvattnar avrinningsområdet har biflödesordning 3, vilket innebär att vattnet flödar genom totalt 3 vattendrag innan det når havet efter 103 kilometer. Avrinningsområdet består mestadels av skog (61 procent), öppen mark (11 procent) och sankmarker (11 procent). Avrinningsområdet har 0,06 kvadratkilometer vattenytor vilket ger det en sjöprocent på 1,3 procent.